# Pyrenaria
Pyrenaria é um género botânico pertencente à família Theaceae.
1. ↑  «Pyrenaria — World Flora Online». www.worldfloraonline.org. Consultado em 19 de agosto de 2020